# Альбан (кантон)
Альба́н (фр. Alban, окс. Albanh) — упразднённый кантон во Франции, находился в регионе Юг — Пиренеи, департамент Тарн. Входил в состав округа Альби.
Код INSEE кантона — 8101. Всего в кантон входили 7 коммун, из них главной коммуной являлась Альбан.
Кантон был упразднён в марте 2015 года.

## Население
Население кантона на 2009 год составляло 2767 человек.
| 1962 | 1968 | 1975 | 1982 | 1990 | 1999 | 2006 | 2009 |
| ---- | ---- | ---- | ---- | ---- | ---- | ---- | ---- |
| 4040 | 4394 | 3739 | 3405 | 3049 | 2733 | 2745 | 2767 |

## Коммуны кантона
| Коммуна    | Население, чел. (2010) | Почтовый индекс | Код INSEE |
| ---------- | ---------------------- | --------------- | --------- |
| Альбан     | 992                    | 81250           | 81003     |
| Кюрваль    | 446                    | 81250           | 81077     |
| Массаль    | 113                    | 81250           | 81161     |
| Мьоль      | 103                    | 81250           | 81167     |
| Полине     | 530                    | 81250           | 81203     |
| Сент-Андре | 100                    | 81250           | 81240     |
| Тейе       | 456                    | 81250           | 81295     |